# Friedrich-Wilhelm Fretwurst

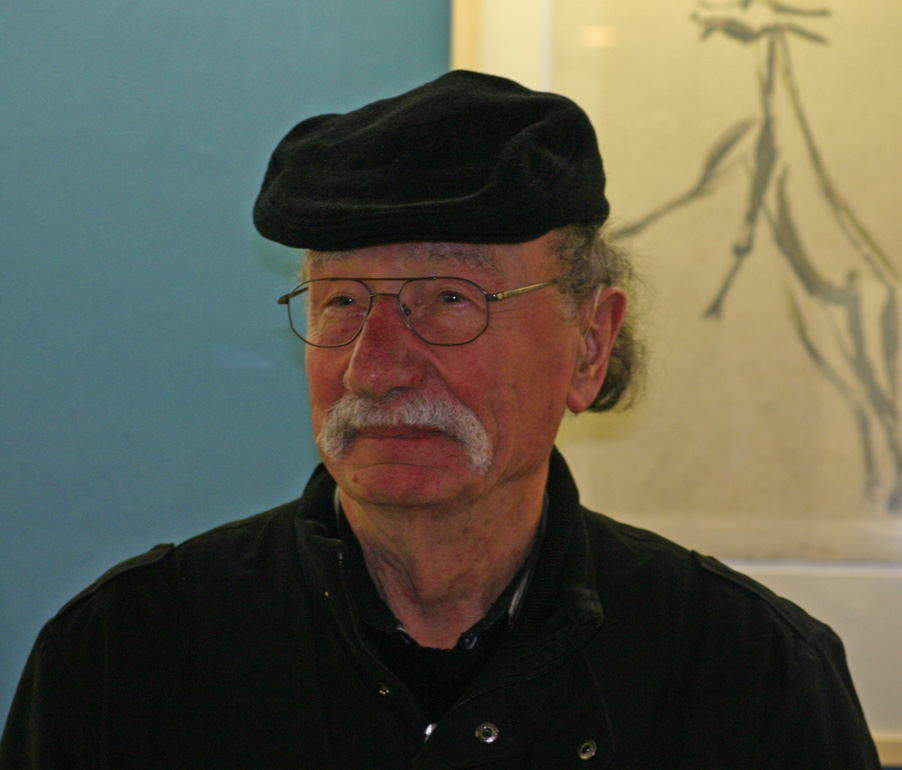
Friedrich-Wilhelm Fretwurst (2013)

Friedrich-Wilhelm Fretwurst (* 19. August 1936 in Althagen) ist ein deutscher Maler und Grafiker.

## Leben
Friedrich-Wilhelm Fretwurst erlangte 1954 in Ribnitz-Damgarten seine Hochschulreife und studierte danach bis 1959 Kunsterziehung und Werkerziehung an der Universität Greifswald, unter anderem bei Herbert Wegehaupt. Ab 1955 nahm Fretwurst an Plainairs teil. Nach seinem Diplom unterrichtete er von 1959 bis 1966 Kunst- und Werkerziehung und Technisches Zeichnen an einer 10-klassigen Schule in Greifswald. 1959 hatte er eine erste Begegnung mit dem Maler Willy Colberg, dessen Tochter Antje Fretwurst-Colberg er 1961 heiratete. 1961 wurde Sohn Jan geboren, 1974 die Zwillinge Hinnerk und Benjamin. 1966 bis 1970 studierte Fretwurst Malerei und freie Grafik an der Kunsthochschule Berlin-Weißensee bei Fritz Dähn und Arno Mohr. Nach dem Diplom war er hier bis 1975 mit einem Lehrauftrag tätig. Seit 1975 ist er gemeinsam mit seiner Ehefrau freiberuflich als Maler und Grafiker in Berlin und seit 1997 in Dändorf tätig. Seit 1960 bereiste er für seine Studien die Slowakei, die Sowjetunion, Bulgarien, Polen, Kuba, Mexiko, Italien, Portugal, Frankreich, Litauen, Marokko und in die Türkei.

## Werke (Auswahl)

### Druckgrafik (Auswahl)
- Auf Mönchgut (Lithografie, 1980; im Bestand des Kunstarchivs Beeskow)
- Bauplatz am Spittelmarkt (Kaltnadelradierung, 1982; im Bestand der Berlinischen Galerie)
- Illustration zu einem Gedicht von Jean Marcenac: Am Himmel dann der letzten Stunde ... (Radierung; 1984; ausgestellt 1987/1988 auf der X. Kunstausstellung der DDR)[5]

### Werke im öffentlichen Raum (Auswahl)
- 1978 Natur- und Tierbilder (Keramikintarsie in Beton, Kinderspielplatz in Berlin-Weißensee, Falkenberger Straße 30)[6]

## Mitgliedschaften
- 1970–1990 Mitglied des Verbandes Bildender Künstler der DDR, Berlin; danach Bundesverband Bildender Künstlerinnen und Künstler[3]
- 1997[3]–2013[7] Mitglied des Künstlerbundes Mecklenburg und Vorpommern

## Ausstellungen (Auswahl)
- 1986 Berlin, Galerie am Prater
- 2015 Ahrenshoop, Grandhotel Ahrenshoop ("Zu Lande, zu Wasser und in der Luft", mit Anje Fretwurst-Colberg und Michael Jastram)
- 2015 Halle, Zeitkunstgalerie ("Malstrom", mit Anje Fretwurst-Colberg)
- 2015 Wustrow, Fischlandhaus Wustrow (Zeichnungen)
- 2015 Greifswald, Neue Greifengalerie (Malerei und Grafik, mit Anje Fretwurst-Colberg)
- 2015 Rostock-Warnemünde, Galerie Möller (Malerei, Zeichnung, Grafik)
- 2016 Ahrenshoop, Kunstkaten Ahrenshoop (Malerei)
- 2016 Ahlbeck, Galerie Kalkschuppen (mit Anje Fretwurst-Colberg und Hartmut Hornung)
- 2016 Feldberger Seenlandschaft, Kunstkaten Koldenhof (mit Anje Fretwurst-Colberg und Emerita Pansowowa)
- 2016 Berlin, Galerie der Berliner Graphikpresse ("Gezeiten" – Malerei und Zeichnungen)

- 2014 Kunststiftung Lilienthal. (Sammelausstellung „Ostsee-Impressionen – Die Zeitgenossen“)[8]
- 2018  Rostock, Schloss Güstrow. (Sammelausstellung „Land in Sicht“)[9]
- 2019 Pampin, Galerie Kulturforum Pampin. („Von Land und Leuten“, Zeichnungen, Gouachen, Druckgrafiken, gemeinsam mit Anje Fretwurst-Colberg)
- 2020 Berlin, Galerie der Berliner Graphikpresse, gemeinsam mit Anje Fretwurst-Colberg.[10]
- 2021 Ribnitz-Damgarten, Galerie im Kloster (Malerei und Zeichnung)

## Rezeption
Die Kunsthistorikerin Helga Baudis nannte Fretwurst 2006 einen „veritablen Maler, Zeichner und Grafiker. […] Sein Lebenswerk verrät, dass da jemand immer dicht an der Realität, respektvoll nah an der Natur und besonders nah am Ufer des Meeres gearbeitet hat. Als stiller Beobachter, der tief zu schauen versteht, sich nicht mit Oberflächlichem begnügt, versucht er unermüdlich für die achtsam wahrgenommenen Bilder eine ihm gemäße Form zu finden.“